# Bo Järpehag
Bo Göran Magnus Järpehag, född 24 september 1965 i Hällestads församling, Östergötland, är en svensk kristen musiker, sångare, lovsångsledare, kompositör och textförfattare. 
Han växte upp i Ljusfallshammar i Östergötland, där han träffade Elsa Järpehag, ogift Ahnlund, som han gifte sig med 1984. Paret bosatte sig snart i Uppsalatrakten där Bo Järpehag sedan var lovsångsledare inom Livets Ord fram till 2011. Mellan 2014 och 2019 ledde han en Lovsångslinje på Dalkarlså folkhögskola. Från 2021 arbetar han i Clara kyrka i Stockholm samt reser på fria kallelser till olika kyrkor i Sverige. 
Trion Miracle Music som funnits sedan 1980-talet och gett ut flera plattor har makarna Järpehag i spetsen. Deras lovsånger sjungs i många frikyrkoförsamlingar och i Svenska kyrkan. Tillsammans med gruppen Glasklart har han även gjort musik för barn i alla åldrar med fyndiga texter och fartfyllda sånger.
Bland de sånger Elsa och Bo Järpehag gjort märks exempelvis På dig min Gud förtröstar jag, Att lära känna dig, Bara du är Gud, Mer av dig och Du är en god Gud. Även andra artister har gett ut deras sånger. 
Järpehags är sedan 2014 bosatta i Rasbo utanför Uppsala.

## Diskografi i urval
- 1986 – Miracle Music: Upphöj Jesus lejonet av Juda
- 1989 – Miracle Music: Älska mina ord
- 1990 – Bo Järpehag: Herren är med dig, du tappre stridsman!
- 1991 – Bo Järpehag: Jag vill jubla och dansa
- 1993 – Miracle Music: This gospel of the kingdom
- 1996 – Miracle Music: Jesus now and forever
- 1998 – Bo Järpehag: Fullträff – glada sånger för hela familjen
- 1999 – Miracle Music: Värdigt är Guds lamm
- 1999 – Bo Järpehag & Glasklart: Högtryck
- 2001 – Bo Järpehag & Glasklart: Härliga höjdare – nya och gamla hits!
- 2006 – Miracle Music: Evige Gud, lovsånger av Bo & Elsa Järpehag
- 2007 – Miracle Music: Evangelium
- 2009 – Bo Järpehag & Glasklart: Härliga Höjdare II
- 2017 – Bo Järpehag: Hos dig